# Nedda Casei
Nedda Casei   (Baltimore, 9 de setembre de 1932 - Nova York, 20 de gener de 2020) fou una mezzosoprano estatunidenca.
Es va estrenar a Brussel·les el 1960. El 1964 va debutar al Metropolitan Opera amb el paper de Maddalena a Rigoletto. Va cantar al MET durant els següents 21 anys. També va ser una defensora dels músics en ser presidenta de l'Associació Nord-americana d'Artistes Musicals durant deu anys. També va treballar a la República Txeca en el grup de música antiga Ars Rediviva.
Va cantar diverses vegades al Gran Teatre del Liceu de Barcelona.